# Sakurajima
Sakurajima (en japonès: 桜島) és un estratovolcà actiu, antigament una illa i ara una península, a la prefectura de Kagoshima, a Kyushu, Japó. Les colades de lava de l'erupció de 1914 van connectar l'illa amb la península d'Ōsumi. És el volcà més actiu del Japó.
El novembre de 2021 es mantenia l'activitat volcànica, deixant caure cendra volcànica sobre l'entorn. Les erupcions anteriors van construir les terres altes de sorra blanca de la regió. El 13 de setembre de 2016 un equip d'experts de la Universitat de Bristol i el Centre d'Investigació del Volcà Sakurajima del Japó van suggerir que el volcà podria tenir una erupció important en 30 anys; des de llavors s'han produït dues erupcions.
El Sakurajima presenta tres cims, Kita-dake (cim nord), Naka-dake (pic central) i Minami-dake (cim sud), actualment actiu. El Kita-dake és el cim més alt del Sakurajima i s'eleva fins a 1.117 msnm. La superfície de la península volcànica on es troba el volcà és d'uns 77 km².

## Història

### Història geològica
Forma una península d'uns 80 km² connectada amb l'illa de Kyūshū des del 1914. Es troba al nord de la badia de Kagoshima, al costat sud de la caldera d'Aira, que es formà fa uns 22,000 anys i que constitueix el nord de la bahía de Kagoshima. El Sakurajima es formà posteriorment dins la caldera d'Aira fa aproximadament 13.000 anys. Es troba uns 8 km al sud del centre de la caldera. La primera erupció documentada en temps històrics va tenir lloc el 963 dC. La majoria de les seves erupcions són estrombolianes, afectant només les zones properes als cims, però s'han produït erupcions plinianes el 1471-1476, 1779-1782 i 1914.
L'activitat volcànica a Kita-dake finalitzà fa uns 4.900 anys i les posteriors erupcions han tingut lloc al Minami-dake. Des del 2006 l'activitat s'ha centrat al cràter Showa, a l'est del cim del Minami-dake.

### Erupció de 1914
L'erupció de 1914 va començar l'11 de gener. Va ser la més forta del Japó del segle XX. El volcà havia estat latent durant més d'un segle fins al 1914. Gairebé tots els residents havien abandonat l'illa els dies previs a l'erupció, ja que diversos terratrèmols de gran magnitud els havien advertit d'una erupció imminent. Inicialment l'erupció va ser molt explosiva, generant columnes eruptives i fluxos piroclàstics, però després d'un terratrèmol molt intens el 13 de gener de 1914, que va matar 58 persones, es va tornar efusiva, generant una gran colada de lava. Les colades de lava van omplir l'estret entre l'illa i el continent, convertint-la en una península. Els fluxos de lava són rars al Japó, perquè el sílice del magma és alt i les erupcions explosives són molt més habituals. Amb tot, els fluxos de lava al Sakurajima van continuar durant mesos. L'illa va créixer, engolint diverses illes més petites properes, i finalment es va unir al continent per un estret istme. Parts de la badia de Kagoshima van veure reduïda significativament la seva profunditat i van augmentar les marees.
Durant la fase final de l'erupció, el fons de la caldera d'Aira baixà 60 cm degut al buidatge de la cambra magmàtica. Això va demostrar que el Sakurajima extreu el magma del mateix dipòsit que va alimentar l'erupció de la caldera. L'erupció va inspirar, en part, una pel·lícula de 1914, The Wrath of the Gods, centrada en una maledicció familiar que acaba provocant l'erupció.

### Activitat recent
El Sakurajima va reprendre la seva activitat el 1955, i des d'aleshores el volcà ha estat en erupció gairebé constant. Cada any es produeixen milers de petites explosions que llencen cendra a altures de fins a uns quants quilòmetres per sobre la muntanya. L'Observatori del Volcà Sakurajima es va crear l'any 1960 per controlar aquestes erupcions.
El seguiment del volcà i les prediccions de grans erupcions són especialment importants perquè es troba en una zona densament poblada, amb els 680.000 habitants de la ciutat de Kagoshima a pocs quilòmetres del volcà. La ciutat fa simulacres d'evacuació periòdics i s'han construït diversos refugis on la gent es pot refugiar de la caiguda de restes volcàniques.
A la llum dels perills que representa el volcà per a les poblacions properes, ek Sakurajima va ser designat Volcà de la dècada el 1991, identificant-lo com a digne d'un estudi particular per part de l'International Decade for Natural Disaster Reduction de les Nacions Unides.
El Sakurajima forma part del Parc Nacional de Kirishima-Kinkowan i les seves colades de lava són una atracció turística important. La zona del voltant del volcà conté diversos complexos termals. Un dels principals productes agrícoles de la zona de Sakurajima és un enorme rave blanc.